# Claes Annerstedt (näringsliv)
Claes Gunnar Annerstedt, född 2 september 1950, var 2007–2015 verkställande direktör för Dalatrafik.
Annerstedt var vd för Dalatrafiks dotterbolag Dalabuss från 1999 till 2006 när företaget lades ner sedan man förlorat en upphandling. Kort därefter efterträdde han Christer Silfverin som vd för Dalatrafik. Han slutade som vd den 1 september 2015 när han efterträddes av Conny Strand.